# Bernhard Rassinger
Bernhard Rassinger (Sankt Pölten, 30 d'agost de 1963) va ser un ciclista austríac, que fou professional entre 1988 i 2009. Un cop retirat es va dedicar a la direcció esportiva.

## Palmarès
- 1983
  - Vencedor d'una etapa a la Volta a Àustria
- 1985
  -  Campió d'Àustria en ruta
- 1986
  - Vencedor d'una etapa a la Volta a Àustria